# Ligne de Gudmont à Rimaucourt
La ligne de Gudmont à Rimaucourt est une ancienne ligne de chemin de fer d'intérêt local à voie normale du département de la Haute-Marne desservant la vallée du Rognon, entre les gares de la compagnie de l'Est de Gudmont et de Rimaucourt.

## Chronologie
- 14 juin 1878 : Concession de la ligne à la compagnie « Jacquelot »[1].
- 17 juillet 1882 - 26 mai 1883 : Convention concédant la ligne à la SE.
- 9 août 1884 : Déclaration d'utilité publique.
- 1er juillet 1887 : Ouverture de la ligne[2].
- 1er février 1939 : Suppression du trafic voyageurs[3].
- 1er janvier 1950 : Fermeture de la ligne entre Bettaincourt-Roches et Rimaucourt.
- 1er juillet 1950 : Fermeture de la ligne entre Gudmont et Bettaincourt-Roches.
- 11 juillet 1953 : Déclassement de la ligne

## Historique
La ligne de Gudmont à Rimaucourt, ligne d'intérêt local à voie normale, dessert la vallée du Rognon, riche vallée industrielle de Haute-Marne où pas moins d'une quinzaine d'usines disposait d'embranchements particuliers.
D'abord concédée à une compagnie éphémère, connue sous le nom de compagnie « Jacquelot », qui ambitionnait de devenir un concurrent effectif de la compagnie de l'Est, mais qui dut revoir ses ambitions à la baisse après le vote de la loi du 11 juin 1880, la ligne fut finalement confiée à l'omniprésente SE, qui construisit et exploita la ligne jusqu'à sa fermeture, en 1950.
Outre la desserte locale, la ligne bénéficie également d'un petit trafic de transit ; elle permet en effet, grâce à son écartement normal, de « shunter » la gare de Bologne et son rebroussement pour les trains en provenance de Joinville et à destination de Neufchâteau.  
La ligne est aujourd'hui déferrée, mais offre de nombreux vestiges : les gares sont encore toutes debout ; le seul ouvrage d'art de la ligne, un pont biais sur le Rognon à proximité de Montot-sur-Rognon a des culées encore bien visible, et la plate-forme de la ligne est le support de sentiers de grande randonnée. L'amorce de la ligne, du côté de la gare de Rimaucourt, sert toujours d'embranchement particulier pour une usine située au lieu-dit « La Vieille Forge », desservi par la SNCF à partir de la ligne 24. La ligne possédait une plateforme de retournement encore visible à la gare de Rimaucourt.

## Exploitation

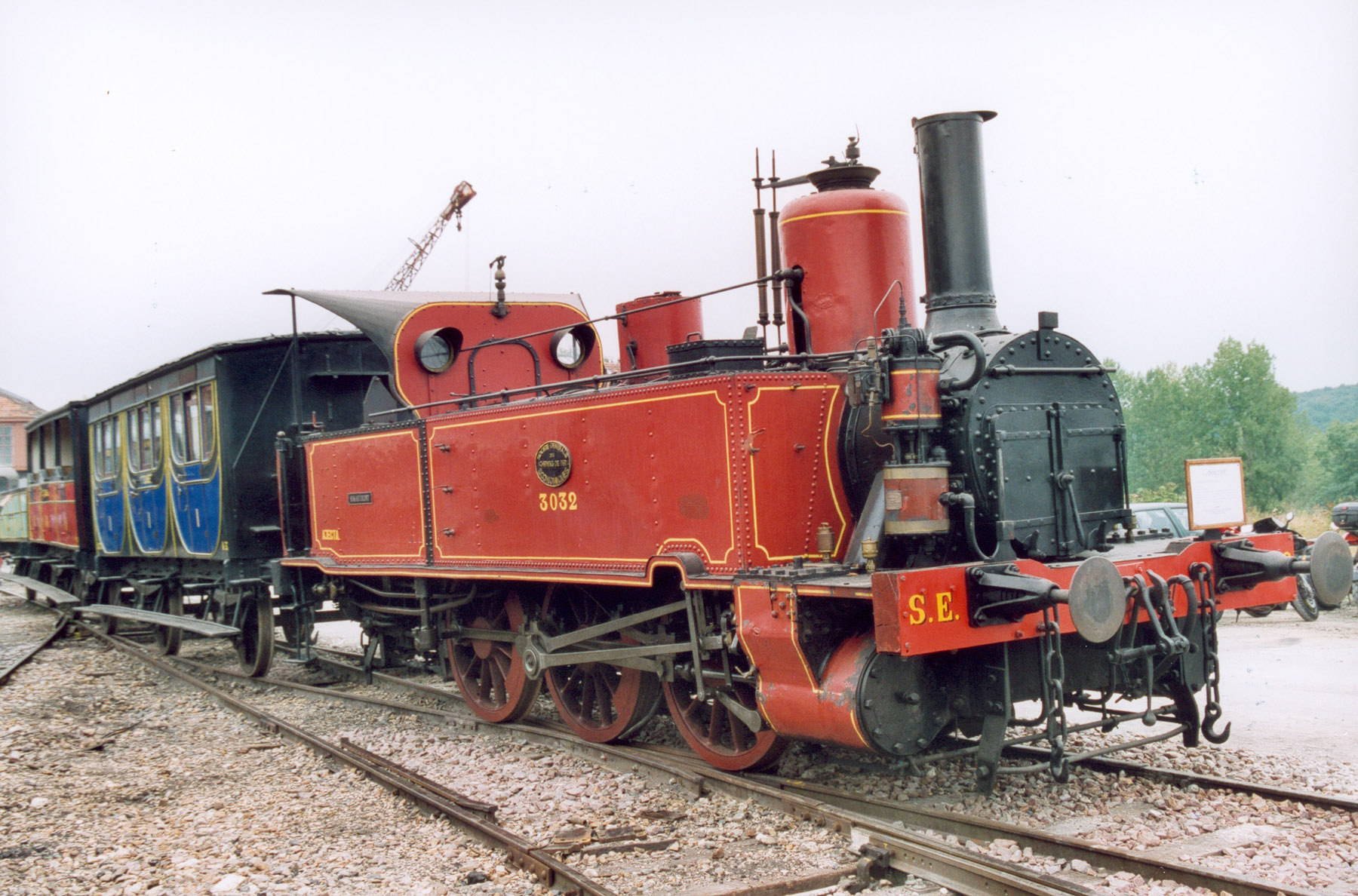
La locomotive 3032 « Rimaucourt » préservée à Longueville.

Le service était assuré par trois locomotives à vapeur de type 030T, construites par la Société de construction des Batignolles d'Ernest Goüin. Ces locomotives étaient numérotées et baptisées comme suit :
- 3031 « Gudmont »,
- 3032 « Rimaucourt »,
- 3033 « Doulaincourt ».

## Locomotive classée
À la fermeture du réseau en 1950, la Rimaucourt fut préservée, révisée dans les ateliers de Gray, puis revendue à la sucrerie de Nangis en Seine-et-Marne. Elle fut ensuite confiée en 1972 à l'Association de jeunes pour l'entretien et la conservation des trains d'autrefois (AJECTA) située à Longueville, en Seine-et-Marne, où elle a été remise en état de marche.
La locomotive 3032 « Rimaucourt » est l'une des machines du Musée vivant du chemin de fer. Elle fait l’objet d’un classement au titre objet des monuments historiques depuis le 30 octobre 1987.
Aujourd'hui, la "Rimaucourt" est en présentation statique dans le musée, sa chaudière nécessitant son remplacement. En effet, son foyer étant en cuivre, toute remise en fonction avec la chaudière d'origine est interdit.